# Verteidigungsbezirkskommando 67
Das Verteidigungsbezirkskommando 67 war ein Verteidigungsbezirkskommando der Bundeswehr mit Sitz des Stabs in Bayreuth. Hauptaufgabe des Kommandos war die Territoriale Verteidigung in seinem Verteidigungsbezirk.

## Geschichte

### Aufstellung
Das Verteidigungsbezirkskommando wurde zur Einnahme der Heeresstruktur II in den 1960er-Jahren als Teil des Territorialheeres ausgeplant und dem Befehlshaber im Wehrbereich VI unterstellt. Angelehnt an die zivilen Verwaltungsgliederung entsprach der Verteidigungsbezirk in etwa dem (Regierungs-)Bezirk Oberfranken. Entsprechend war der Standort des Stabs Bayreuth.

### Wechsel in die Streitkräftebasis
2001 wurde das Territorialheer aufgelöst. Die Wehrbereichskommandos und Verteidigungsbezirkskommandos wurden der neu aufgestellten Streitkräftebasis unterstellt. Die Wehrbereiche und Verteidigungsbezirke wurden grundlegend neu geordnet und ihre Anzahl reduziert. Das Verteidigungsbezirkskommando wechselte zum „neuen“ Wehrbereichskommando IV „Süddeutschland“. Zeitgleich wurde das Verteidigungsbezirkskommando 64 außer Dienst gestellt und dessen Kommandobereich, der etwa dem (Regierungs-)Bezirk Unterfranken entsprach, dem Verteidigungsbezirk 67 eingegliedert. Die unterstellten Verteidigungskreiskommandos wurden aufgelöst und seine Aufgabe teils den neu aufgestellten Kreisverbindungskommandos übertragen.

### Auflösung

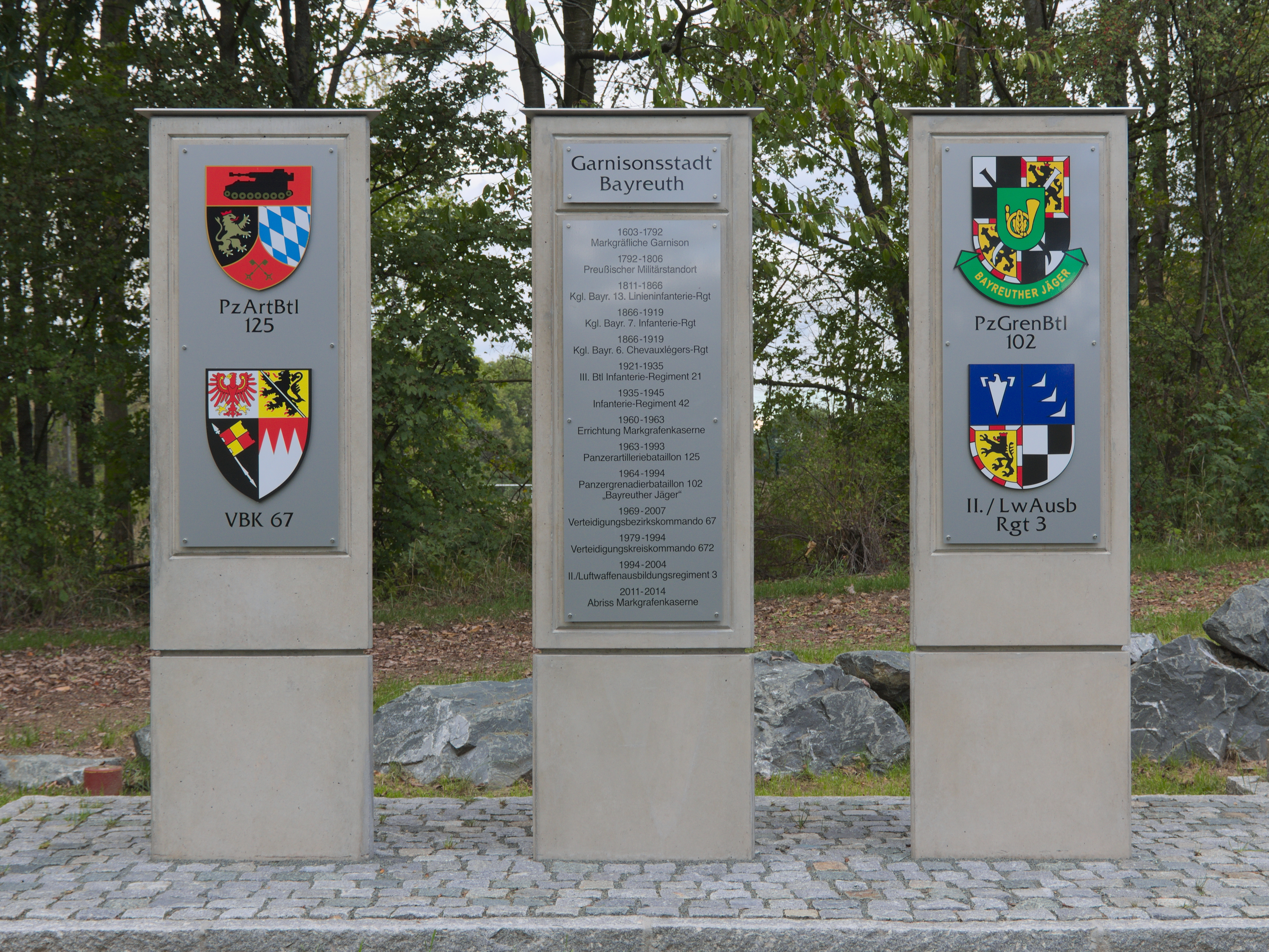
Teil des Denkmals nahe der ehemaligen Markgrafen-Kaserne

Das Verteidigungsbezirkskommando wurde 2007 außer Dienst gestellt. Einige seiner Aufträge wurden dem neu aufgestellten Landeskommando Bayern und unterstellten Bezirksverbindungskommandos übertragen.
Ein Denkmal nahe der aufgegebenen Markgrafen-Kaserne in Bayreuth erinnert an das Verteidigungsbezirkskommando 67 und andere dort stationierte und aufgelöste Dienststellen.

## Gliederung
Das Verteidigungsbezirkskommando umfasste wie die meisten Truppenteile des Territorialheeres nur wenige aktive Soldaten. Erst im Verteidigungsfall konnte das Verteidigungsbezirkskommando durch die Einberufung von Reservisten und die Mobilmachung eingelagerten und zivilen Materials auf eine Truppenstärke anwachsen, die etwa einem Bataillon des Feldheeres entsprach. Die längste Zeit seines Bestehens untergliederte sich das Verteidigungsbezirkskommando abgeleitet von der zivilen Verwaltungsgliederung in Verteidigungskreiskommandos.

## Verbandsabzeichen

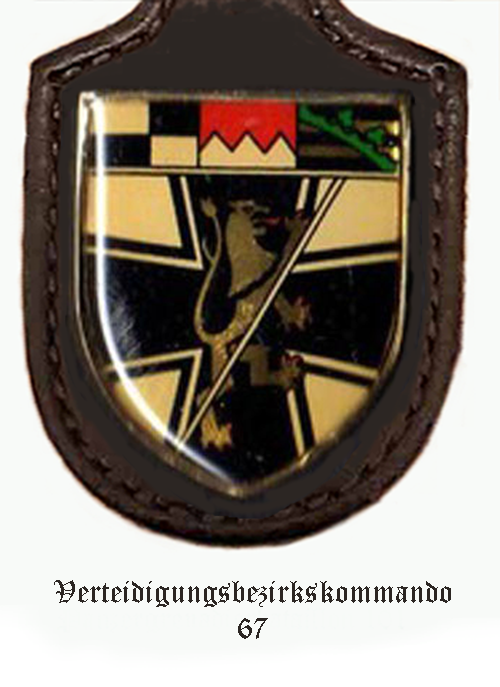
Erste Version des internen Verbandsabzeichens des Stabes/Stabskompanie

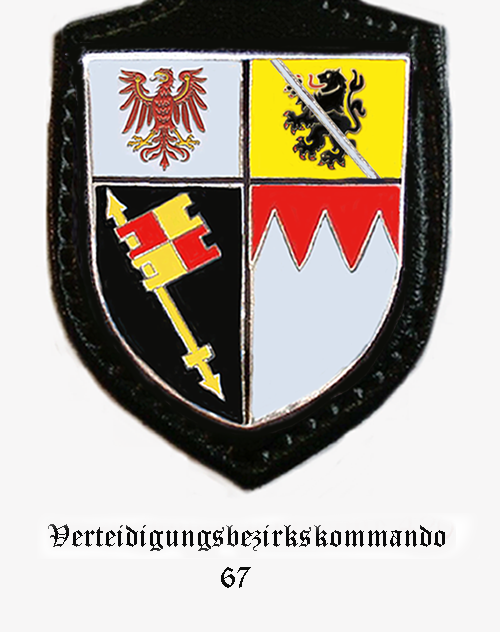
Version des internen Verbandsabzeichens des Stabes/Stabskompanie (ab etwa 2001)

Das Verteidigungsbezirkskommando führte aufgrund seiner Ausplanung als überwiegend nicht aktiver Truppenteil kein eigenes Verbandsabzeichen. Die wenigen aktiven Soldaten trugen daher das Verbandsabzeichen des übergeordneten Wehrbereichskommandos.
Als „Abzeichen“ wurde daher unpräzise manchmal das interne Verbandsabzeichen des Stabes und der Stabskompanie „pars pro toto“ für das gesamte Verteidigungsbezirkskommando genutzt. Als Hinweis auf den Stationierungsraum entsprach das interne Verbandsabzeichen zunächst dem Bezirkswappen Oberfrankens mit dem hohenzollerschen Wappen, dem Fränkischer Rechen, dem coburgischen Rautenkranz auf schwarz-gelb geteilten Schild und dem Bamberger bzw. Nürnberger Löwen ähnlich wie im Bayreuther Stadtwappen. Das Eiserne Kreuz als Hoheitszeichen der Bundeswehr ist ebenfalls im internen Verbandsabzeichen abgebildet. Nach Eingliederung des Verteidigungsbezirkskommandos 64 wurde das interne Verbandsabzeichen geändert. Aus dem internen Verbandsabzeichen des Stabes des Verteidigungsbezirkskommandos 64 wurde das Rennfähnlein auf schwarzem Grund übernommen. Statt dem Stammwappen der Hohenzollern wurden nun für Brandenburg-Bayreuth der rote brandenburgische Adler ähnlich wie im Wappen des Landkreises Bayreuths abgebildet.